# Dược sư tự sự
Dược sư tự sự (Nhật: 薬屋のひとりごと Hepburn: Kusuriya no Hitorigoto, n.đ. 'Dược sư độc thoại') là một bộ light novel của Nhật Bản được viết bởi Hyūga Natsu và minh họa bởi Shino Touko. Kể từ năm 2011, nó đã được xuất bản trực tuyến trên trang web xuất bản tiểu thuyết do người dùng tạo Shōsetsuka ni Narō. Vào năm sau, nó được mua lại bởi Shufunotomo, người ban đầu xuất bản bộ truyện dưới dạng tiểu thuyết với một tập duy nhất vào năm 2012 và sau đó là light novel vào năm 2014.
Nó đã được chuyển thể thành hai bộ manga vào năm 2017, một bộ được Square Enix xuất bản trong tạp chí Monthly Big Gangan và một bộ khác được Shogakukan xuất bản trong tạp chí Monthly Sunday Gene-X. Light novel được cấp phép kỹ thuật số tại Bắc Mỹ bởi J-Novel Club và được Square Enix in ấn. Manga do Nekokurage minh họa cũng được Square Enix cấp phép. Một bộ anime truyền hình chuyển thể do Toho Animation Studio và OLM sản xuất đã phát sóng từ tháng 10 năm 2023 đến tháng 3 năm 2024. Phần thứ hai được công chiếu vào tháng 1 năm 2025.

## Tóm tắt
Lấy bối cảnh ở một quốc gia hư cấu dựa trên Đế quốc Trung Hoa trong thời nhà Đường, và thường tham chiếu đến kiến thức gần hơn với triều đại nhà Minh, bộ truyện kể về Miêu Miêu, một cô gái trẻ làm việc như một dược sĩ trong một khu đèn đỏ, người đã bị bắt cóc và bán cho Cung điện Hoàng gia như một người hầu bị bắt làm nô lệ. Cô vẫn giữ được tính cách tò mò và lập dị của mình và có kế hoạch làm việc ở đó cho đến khi hai năm phục vụ của cô kết thúc. Sau khi biết rằng những đứa con mới sinh và các phi tần của hoàng đế bị bệnh nặng, cô bắt đầu điều tra nguyên nhân. Sử dụng kinh nghiệm của mình với tư cách là một dược sĩ, cô đã giải quyết thành công bí ẩn về căn bệnh của họ. Mặc dù cô định giữ ẩn danh, hành động của cô đã thu hút sự chú ý của Nhâm Thị, một hoạn quan có ảnh hưởng. Sau đó, cô đảm nhận việc giải quyết những bí ẩn cho triều đình.

## Nhân vật

### Nhân vật chính
Miêu Miêu (猫猫, Maomao)
Lồng tiếng bởi: Aoi Yūki
Cô con gái có vẻ ngoài giản dị của một dược sĩ sống ở ngoại ô, và cung cấp thuốc cho một kỹ viện trong kinh thành và các kỹ nữ ở đó. Sau khi bị bọn cướp bắt cóc và bán vào hoàng cung, cô vô tình bị kéo vào âm mưu chốn hậu cung, nhờ có kiến thức về độc dược, y học, thảo dược, cô trở thành một ngự y không chính thức, ngoài ra còn trở thành một cung nữ và người thử độc cho một trong những phi tần của Hoàng đế. Trong khi Nhâm Thị yêu cô, nhưng cô không hề đáp lại, thường nhìn anh với ánh mắt ghét bỏ vì cách anh lôi kéo cô vào những rắc rối trong hoàng cung. Thay vì quan tâm đến tình cảm, cô thích dành thời gian thử nghiệm các loại thuốc độc và thuốc khác nhau trên chính mình. Mặc dù vậy, cô thường giúp anh giải quyết những bí ẩn mà anh đưa ra cho cô. Lâu ngày dài tháng, biết Nhâm Thị là một chính nhân quân tử giả vờ thong dong tiêu sái, cô cũng nảy sinh cảm tình với anh.
Cô thực sự là một giai nhân tuyệt thế, nhưng luôn chấm mấy vết đồi mồi trên mũi để che giấu bản thân. Cao Thuận thường gọi cô là "Tiểu Miêu", do vậy mà thành biệt danh.
Nhâm Thị (壬氏 Jinshi)
Lồng tiếng bởi: Takahiro Sakurai
Một hoạn quan điều hành hầu hết công việc hành chính của hậu cung, nơi các phi tần của Hoàng đế và các tùy tùng của họ. Cả nam và nữ đều bị thu hút bởi khuôn mặt của anh ta, nhưng anh ta nhận ra mình bị thu hút bởi Miêu Miêu, người duy nhất anh ta từng gặp mà không bị anh ta mê hoặc. Sau đó, người ta tiết lộ rằng Nhâm Thị không phải là hoạn quan, anh ta chỉ giả vờ là một hoạn quan để che giấu danh tính là hoàng trưởng tử của Hoàng đế, đồng thời sử dụng thuốc ức chế ham muốn mỗi ngày. Đằng sau khuôn mặt của anh ta là một trí tuệ khôn ngoan cố gắng cân bằng các nhiệm vụ của mình với Hoàng đế trong khi củng cố vị trí của chính mình trong Hoàng cung.
Nhâm Thị văn võ song toàn, tuy nhiên thong dong tiêu sái, am hiểu nội cung, và chỉ ngấm ngầm bảo vệ Tiểu Miêu đằng sau hậu trường.

### Hoàng cung
Ngọc Diệp (玉葉)
Lồng tiếng bởi: Yoko Hikasa
Được gọi là Quý phi, bà là một trong bốn phi tần cấp cao của Hoàng đế và là người được Hoàng đế sủng ái nhất. Bà có mái tóc đỏ rực và đôi mắt xanh ngọc bích rực rỡ, vì xuất thân là người Tây Vực, và là mẹ của một cô công chúa nhỏ và sau này sinh thêm một hoàng tử. Vì biết ơn Miêu Miêu đã cảnh báo bà về việc mỹ phẩm có độc bà đã nhận Miêu Miêu làm cung nữ hầu cận. Bà cũng là người ủng hộ Nhâm Thị và Miêu Miêu. Bà sống tại Cung Phỉ Thúy ở Hậu cung.
Lê Hoa (梨花)
Lồng tiếng bởi: Yui Ishikawa
Được biết đến với danh hiệu Hiền phi, bà là một trong bốn phi tần cấp cao của Hoàng đế. Bà có mái tóc xanh sẫm và hạ sinh thái tử. Tuy nhiên, khi bị cung nữ hậu cận chính của bà phớt lờ lời cảnh báo của Miêu Miêu về việc mỹ phẩm có độc, con trai đầu lòng của bà qua đời và bản thân bà cũng suýt mất mạng. Sau khi Miêu Miêu chăm sóc bà cho đến khi bà khỏe lại, bà trở nên thân thiện hơn với cô. Sau đó, bà đã sinh ra một hoàng tử khỏe mạnh. Bà sống tại Cung Thủy Tinh ở Hậu cung.
Lý Thụ (里樹)
Lồng tiếng bởi: Hina Kino
Được biết đến với danh hiệu Đức phi, bà là người trẻ nhất trong bốn phi tần cấp cao của Hoàng đế. Vì lý do chính trị, bà trở thành mẹ chồng của Thanh phi, người lớn tuổi hơn mình. Bà bị dị ứng với thức ăn nhưng các cung nữ của bà nghĩ rằng bà chỉ kén ăn. Điều này trở thành một trong những lý do khiến họ ngấm ngầm bắt nạt bà, bên cạnh việc bà từng là phi tần của hai đời Hoàng đế cho đến khi Miêu Miêu nhắc nhở rằng dị ứng thức ăn cũng nguy hiểm như trúng độc và có thể dẫn đến việc xử tử những người chịu trách nhiệm. Bà sống tại Cung Kim Cương ở Hậu cung.
A Đa (阿多)
Lồng tiếng bởi: Yūko Kaida
Được gọi là Thục phi, bà là một trong bốn phi tần cao cấp của Hoàng đế, người sống tại Cung Thạch Lựu ở Hậu cung. Bà có mối quan hệ mật thiết với Lý Thụ phi. Bà chính là sinh mẫu của Nhâm Thị, tuy nhiên, vì để đảm bảo tính mạng của con mình, bà đã tráo Nhâm Thị để tránh bị ám sát. Bà có nét đẹp mạnh mẽ đến mức có thể cải nam trang và vẫn không bị phát hiện. Sau đó, bà rời khỏi hậu cung để sống trong một hoàng cung biệt lập ở phía nam. Trước khi bị phế phi, bà đã cùng Tiểu Miêu đối ẩm. Nhâm Thị rất đau lòng khi phải nhìn bà bị phế và chuyển cung.
Lâu Lan (楼蘭)
Lồng tiếng bởi: Asami Seto
Người thay thế A Đa phi làm Thục phi. Về mặt tính cách, cô khá lạnh lùng và dường như không quan tâm đến mọi thứ và có nhiều cung nữ hầu hạ nhất, thậm chí còn lấn át cả sủng phi được hoàng đế yêu thích nhất. Cô ấy cải trang thành một cô gái mặc quần áo người hầu và có niềm đam mê với thực vật và côn trùng.

#### Các nhân vật khác
Cao Thuận (高順)
Lồng tiếng bởi: Kenjiro Tsuda
Người hầu trung thành của Nhâm Thị, thường âm thầm hỗ trợ anh và Miêu Miêu. Y thường gọi Miêu Miêu là "Tiểu Miêu". Y có một con trai, tên là Mã Thiểm.
Ngự y lang băm / Ngu Uyên (虞淵)
Lồng tiếng bởi: Mitsuru Ogata
Là một ngự y của hoàng cung, người mà Miêu Miêu gọi là lang băm. Ban đầu ông có phần do dự khi tiếp xúc với Miêu Miêu, nhưng về sau ông dần chấp nhận và trở thành bạn của cô. Gia tộc của ông là nhà cung cấp giấy cao cấp cho hoàng cung.
Tiểu Lan (小蘭)
Lồng tiếng bởi: Misaki Kuno
Một người hầu ở hậu cung, là bạn thân của Miêu Miêu. Mỗi khi cô và Miêu Miêu gặp nhau, đôi khi cô sẽ chia sẻ những tin đồn và thông tin tình báo mới nhất từ khắp hoàng cung.
Mao mao (毛毛)
Một con mèo đi lạc vào hậu cung. Cô được tìm thấy khi rất yếu ớt, và vì được công chúa Linh Lệ thích cô nên cô được đưa đến y viện và được Miêu Miêu chăm sóc. Sau khi hồi phục sức khỏe, Cô bắt chuột trong hậu cung và được Hoàng thượng đã phong cho cô danh hiệu "thanh tra trộm cắp". Khi Miêu Miêu bị đuổi khỏi hậu cung lần thứ hai, cô được Lục Thanh Quán nhận nuôi và chăm sóc.

### Khác
Bạch Linh (白鈴)
Lồng tiếng bởi: Ami Koshimizu
Người lớn tuổi nhất trong “Tam Công Chúa” và là kỹ nữ nổi tiếng nhất của Lục Thanh Quán, một yêu ma sắc dục với cơn đói khát không bao giờ thỏa mãn, đồng thời trở thành người tình của Lý Bạch. Cô từng là vú nuôi của Miêu Miêu khi cô còn nhỏ, có khả năng tiết sữa tự nhiên. Vì vậy, tình cảm cô dành cho Miêu Miêu giống như tình mẫu tử hơn là tình chị em.
Mai Mai (梅梅)
Lồng tiếng bởi: Megumi Han
Người con thứ hai trong "Tam Công Chúa" của Lục Thanh Quán một kỹ viện siêu cao cấp nơi Miêu Miêu lớn lên, cô có tính cách giàu cảm xúc và cởi mở, thân thiện hơn các chị em của mình.
Nữ Hoa (女華)
Lồng tiếng bởi: Hiroki Nanami
Người trẻ nhất trong “Tam Công Chúa”, một kỹ nữ lạnh lùng và xa cách, nhưng đối xử với Miêu Miêu như em gái.
Lão Bà Bà (やり手婆)
Lồng tiếng bởi: Kimiko Saitō
Một lão bà chủ của Lục Thanh Quán, kỹ viện nời bà từng cho Miêu Miêu một nơi để làm việc, đối xử với cô như một đứa cháu gái. Bà đã thỏa thuận với Miêu Miêu là không biến cô thành kỹ nữ miễn là gửi về cho bà nhiều khách hàng giàu có từ hoàng cung.
Lúc còn trẻ, bà cao 1m75, từng ca vũ cho Sứ Đoàn Tây Vực. Khi Tây Vực tái cống, cố tình tìm kiếm bà, nhưng vì lý do hiển nhiên (bà đã có tuổi), nên Nhâm Thị phải chịu số phận giả làm bà thời hoàng kim.
Phượng Tiên (鳳仙)
Lồng tiếng bởi: Houko Kuwashima
Trước đây là kỹ nữ đắt giá nhất của Lục Thanh Quán, bà đã mắc phải một căn bệnh do bản chất nghề nghiệp của mình, khiến bà không còn giá trị cho kỹ viện. Bà là mẹ ruột của Miêu Miêu, người đã từng suýt giết chết con gái mình khi cô còn nhỏ, chính cuộc tấn công của bà là lý do khiến ngón tay út của Miêu Miêu bị cong.
La Hán (羅漢)
Lồng tiếng bởi: Takuya Kirimoto
Một mệnh quan triều đình, nổi tiếng đa mưu túc trí, là cha ruột của Miêu Miêu. Tuy bề ngoài có chút mờ ám, nhưng thực tế là đại trượng phu. Khi còn trẻ, vì bị gia tộc gò ép, nên không có cơ hội phát huy tài năng. Y có tật là không thể thấy mặt người, nên thúc thúc của y phải dạy y cờ tướng, nhưng lại khiến y chỉ nhìn người như thấy quân cờ. Đến chốn thanh lâu, gặp được Phượng Tiên, trái tim rung động mà có thể nhìn thấy mặt của nàng rõ ràng. Nhìn ra tài hoa của y, nên Phượng Tiên phớt lờ quy chế, cùng y ái ân. Không may thay, vì gia tộc bức ép, nên La Hán vị buộc phải ra biên thuỳ mà không kịp nhắn với Phượng Tiên, để nàng phải sinh con rồi chịu khổ trong cô đơn. Nhận được huyết thư của nàng, cùng với đốt ngón tay của nàng và Miêu Miêu, hắn sẵn sàng chịu bị Bà Bà quất chổi túi bụi trong cơn mưa, chỉ mong để gặp nàng chuộc tội. 18 năm sau, khi hắn biết nàng còn sống, đã vượt rào nhảy tường, thốt lên trong nước mắt, "Được, mười vạn cũng mua!", chuộc lấy Phượng Tiên, dù biết nàng không thể sống được lâu.

## Truyền thông

### Novel
Ban đầu, bộ truyện chỉ được Natsu Hyūga xuất bản trên trang web tiểu thuyết do người dùng tạo Shōsetsuka ni Narō vào tháng 10 năm 2011. Nhà xuất bản Shufunotomo đã mua lại bộ truyện và sau đó xuất bản nó trên ấn hiệu Ray Books của họ dưới dạng tiểu thuyết với một tập duy nhất vào ngày 26 tháng 9 năm 2012, minh họa bởi Megumi Matsuda.

### Light Novel
Vào năm 2014, Shufunotomo bắt đầu xuất bản lại bộ truyện, minh họa bởi Touko Shino. Lần này, nó được xuất bản dưới dạng light novel trong ấn phẩm Hero Bunko của họ, chủ yếu được tạo thành từ các tựa truyện Shōsetsuka ni Narō đã mua lại. Kể từ đó, bộ truyện tiếp tục có thêm nhiều tập với cốt truyện vẫn tiếp tục, không giống như phiên bản tiểu thuyết trước đó chỉ có một tập. J-Novel Club đã thông báo vào tháng 11 năm 2020 rằng họ đã cấp phép cho bộ truyện light novel.Vào tháng 10 năm 2023, Square Enix thông báo rằng họ sẽ phát hành light novel dưới dạng bản in bắt đầu từ tháng 5 năm 2024.

#### Danh sách Light Novel
| - Chương 1: Miêu Miêu - Chương 2: Hai vị phi tần - Chương 3: Nhâm Thị - Chương 4: Nụ cười của tiên nữ - Chương 5: Thị nữ thân cận - Chương 6: Thử độc - Chương 7: Cành cay - Chương 8: Xuân dược - Chương 9: Cacao - Chương 10: U hồn quấy phá (1) - Chương 11: U hồn quấy phá (2) - Chương 12: Quát mắng - Chương 13: Xem bệnh - Chương 14: Nổi mẩn - Chương 15: Hành động bí mật - Chương 16: Yến tiệc ngoài trời (1) | - Chương 17: Yến tiệc ngoài trời (2) - Chương 18: Yến tiệc ngoài trời (3) - Chương 19: Sau ngày hội - Chương 20: Ngón tay - Chương 21: Lí Bạch - Chương 22: Về quê - Chương 23: Rơm - Chương 24: Hiểu lầm - Chương 25: Rượu - Chương 26: Tự sát hay bị giết - Chương 27: Mật ong (1) - Chương 28: Mật ong (2) - Chương 29: Mật ong (3) - Chương 30: A Đa phi - Chương 31: Bị đuổi - Chương kết: Hoạn quan và kĩ nữ |

| - Mở đầu - Chapter 1: "Serving in the Outer Court" - Chapter 2: "The Pipe" - Chapter 3: "Teaching at the Rear Palace" - Chapter 4: "Raw Fish" - Chapter 5: "Lead" - Chapter 6: "Makeup" - Chapter 7: "A Jaunt Around Town" - Chapter 8: "The Plum Poison" - Chapter 9: "Lakan" - Chapter 10: "Suirei" | - Chapter 11: "Chance or Something More" - Chapter 12: "The Ritual" - Chapter 13: "Thornapple" - Chapter 14: "Gaoshun" - Chapter 15: "Rear Palace Redux" - Chapter 16: "Paper" - Chapter 17: "How to Buy Out a Contract" - Chapter 18: "Blue Roses" - Chapter 19: "Red Nails" - Chapter 20: "Balsam and Woodsorrel" - Epilogue |

| - Mở đầu - Chapter 1: "Books" - Chapter 2: "The Cat" - Chapter 3: "The Caravan" - Chapter 4: "Perfume Oil" - Chapter 5: "Corpse Fungus (Part One)" - Chapter 6: "Corpse Fungus (Part Two)" - Chapter 7: "Mirrors" - Chapter 8: "The Moon Spirit" - Chapter 9: "The Clinic" - Chương 10: "Lần thứ ba đến cung Thủy Tinh (1)" | - Chương 11: "Lần thứ ba đến cung Thủy Tinh (2)" - Chương 12: "Miếu thờ tuyển chọn" - Chương 13: "Hoàng thái hậu" - Chương 14: "Tiên đế" - Chương 15: "Chuyện ma" - Chương 16: "Nơi nghỉ mát" - Chương 17: "Chuyến đi săn (1)" - Chương 18: "Chuyến đi săn (2)" - Chương 19: "Chuyến đi săn (3)" - Chương kết |

| - Mở đầu - Chương 1: "Nhà tắm" - Chương 2: "Xích Vũ" - Chương 3: "Hồn ma nhảy múa" - Chương 4: "Hoạn quan trong lời đồn" - Chương 5: "Kem" - Chương 6: "Ngôi thai ngược" - Chương 7: "Ác ý bủa vây (1)" - Chương 8: "Ác ý bủa vây (2)" - Chương 9: "Hồ và ly tranh đấu" - Chương 10: "Hành tung" - Chương 11: "Làng cáo" | - Chương 12: "Tầm bóp" - Chương 13: "Lễ hội" - Chương 14: "Địa điểm giao dịch" - Chương 15: "Pháo đài" - Chương 16: "La Bán" - Chương 17: "Sái bồn" - Chương 18: "Súng hoa mai" - Chương 19: "Hành quân" - Chương 20: "Chiến lược tập kích" - Chương 21: "Khởi nguồn sử việc" - Chương 22: "Hồ yêu mê hoặc" - Chương kết |

| - Mở đầu - Chương 1: "Châu chấu" - Chương 2: "Hữu Khiếu" - Chương 3: "Ngon giấc" - Chương 4: "Áo lông chuột lửa" - Chương 5: "Nếu không có bánh mì" - Chương 6: "Cuốn sách cuối cùng" - Chương 7: "Bạch xà tiên nữ" - Chương 8: "Người nào việc nấy" | - Chương 9: "Ngôi làng giấy" - Chương 10: "Gai dầu và tín ngưỡng dân gian" - Chương 11: "Đạo tặc" - Chương 12: "Vấn đề chồng chất" - Chương 13: "Ngày đầu ở Tây Đô" - Chương 14: "Ngày thứ hai ở Tây Đô" - Chương 15: "Yến tiệc (1)" - Chương 16: "Yến tiệc (2)" - Chương kết |

| - Mở đầu - Chương 1: "Ngày thứ tư ở Tây Đô" - Chương 2: "Tân nương lơ lửng (1)" - Chương 3: "Tân nương lơ lửng (2)" - Chương 4: "Đường về" - Chương 5: "Giải quyết hậu quả ở Tây Đô" - Chương 6: "La tộc (1)" - Chương 7: "La tộc (2)" - Chương 8: "Kết thúc hành trình của Lí Thụ phí" | - Chương 9: "Về nhà" - Chương 10: "Bánh bao nướng ôi thiu" - Chương 11: "Tinh linh nước nhảy múa" - Chương 12: "Lí Thụ phi gặp nạn" - Chương 13: "Vụ bê bối (1)" - Chương 14: "Vụ bê bối (2)" - Chương 15: "Vụ bê bối (3)" - Chương 16: "Mã Thiểm và Lí Thụ" - Chương kết |

| - Mở đầu - Chương 1: "Kì thi nữ quan" - Chương 2: "Chơi xấu" - Chương 3: "Phụ tá thái y" - Chương 4: "Hậu cung" - Chương 5: "Bánh quy vận mệnh" - Chương 6: "Quân sư ngả bệnh" - Chương 7: "Ý đồ của Aylin phi" - Chương 8: "Mưu chống mưu" - Chương 9: "Hoàng hậu" - Chương 10: "Âm thầm hành động" - Chapter 11: "Trước lễ mừng" | - Chương 12: "Thiếu nữ dị quốc" - Chương 13: "Thị nữ bên hoàng đệ" - Chương 14: "Gặp mặt vu nữ" - Chương 15: "Ma ma" - Chương 16: "Quốc yến" - Chương 17: "Nghi phạm" - Chương 18: "Chiến thuật thăm dò" - Chương 19: "Sự thật trong sự thật" - Chương 20: "Cháo nấm" - Chương 21: "Lời thú nhận của vu nữ" - Chương 22: "Vu nữ tương lai" - Chương kết |

| - Prologue - Chapter 1: "The Go Book" - Chapter 2: "A Jaunt Around Town" - Chapter 3: "Trends" - Chapter 4: "The Ma Siblings" - Chapter 5: "Cards" - Chapter 6: "Thunderclap" - Chapter 7: "The Expedition" - Chapter 8: "Harassment" - Chapter 9: "Jinshi's Idea" - Chapter 10: "Baitang" | - Chapter 11: "Sport and Fear" - Chapter 12: "Bad Cooking" - Chapter 13: "The Hair Stick Thief" - Chapter 14: "The Go Contest (Part One)" - Chapter 15: "The Go Contest (Interlude)" - Chapter 16: "The Go Contest (Part Two)" - Chapter 17: "Freak vs. Perv" - Chapter 18: "The Fingers' Owner" - Chapter 19: "The Go Sage" - Chapter 20: "Check" - Epilogue |

| - Prologue - Chapter 1: "Yao's Request" - Chapter 2: "The Villa" - Chapter 3: "Kada's Book (Part 1)" - Chapter 4: "Kada's Book (Part 2)" - Chapter 5: "Kada's Book (Part 3)" - Chapter 6: "An Invitation to the Western Capital" - Chapter 7: "Taboo" - Chapter 8: "Secret Lessons" - Chapter 9: "The Message" - Chapter 10: "Practical Exercises" | - Chapter 11: "The Dissection" - Chapter 12: "The Secret of the Numbers" - Chapter 13: "Gyoku-ou" - Chapter 14: "Selection" - Chapter 15: "Preparations" - Chapter 16: "A Voyage by Sea" - Chapter 17: "Chue" - Chapter 18: "Anan's Banquet" - Chapter 19: "The Quack Vanishes" - Chapter 20: "Smack Up Against the Wall" - Epilogue |

| - Prologue - Chapter 1: "Return to the Western Capital" - Chapter 2: "Boss and Former Boss" - Chapter 3: "The Annex and the Forgotten Man" - Chapter 4: "Spring Comes to Basen (Part 1)" - Chapter 5: "Spring Comes to Basen (Part 2)" - Chapter 6: "The Farm Village (Part 1)" - Chapter 7: "The Farm Village (Part 2)" - Chapter 8: "An Old Man's Ramblings" - Chapter 9: "Rite and Ritual" - Chapter 10: "Results Reported" | - Chapter 11: "The Feitouman (Part 1)" - Chapter 12: "The Feitouman (Part 2)" - Chapter 13: "The Windreader Tribe" - Chapter 14: "The Past and the Possible" - Chapter 15: "The Short Straw" - Chapter 16: "A Moment's Peace" - Chapter 17: "Disaster (Part 1)" - Chapter 18: "Disaster (Part 2)" - Chapter 19: "Scratches" - Chapter 20: "Confirmation" - Epilogue |

| - Prologue - Chapter 1: "Dried Fruit" - Chapter 2: "The Strategist Strikes!" - Chapter 3: "Big Lin" - Chapter 4: "Small Lin" - Chapter 5: "A Brother's Return" - Chapter 6: "From the Capital" - Chapter 7: "The Letters That Arrived" - Chapter 8: "The Letters That Didn't" - Chapter 9: "The Meeting" - Chapter 10: "The Golden Ratio" - Chapter 11: "The Coal Mine" | - Chapter 12: "Mother versus Son" - Chapter 13: "A Visit to the Ill" - Chapter 14: "Tianyu" - Chapter 15: "Violence" - Chapter 16: "Gyokuen's Children" - Chapter 17: "In the Shadow of the Ritual" - Chapter 18: "The Siblings' Conference" - Chapter 19: "The Weeping Wind (Part One)" - Chapter 20: "The Weeping Wind (Part Two)" - Chapter 21: "The Strategist Takes Command" - Chapter 22: "The Imperial Younger Brother's Complaint" - Epilogue |

| - Prologue - Chapter 1: "The Princeling of the Main House" - Chapter 2: "The Greenhouse and the Chapel" - Chapter 3: "Gyoku-ou's Children" - Chapter 4: "The Sheltered Wife" - Chapter 5: "Third Son, Second Son, Eldest Son" - Chapter 6: "The Winery" - Chapter 7: "The Inheritance" - Chapter 8: "Junjie" - Chapter 9: "The Foreign Girl" - Chapter 10: "Emergency Patient, Emergency Situation" - Chapter 11: "The Southern Inn Town" - Chapter 12: "The Kingdom of the Ri People" - Chapter 13: "The Biaoshi" - Chapter 14: "Disguise" - Chapter 15: "Priorities" | - Chapter 16: "The Liar" - Chapter 17: "A Town of Faith" - Chapter 18: "The Bandits' Hideout" - Chapter 19: "The Bandit Village (Part One)" - Chapter 20: "The Bandit Village (Part Two)" - Chapter 21: "Serving Dinner" - Chapter 22: "How Things Turned Out" - Chapter 23: "The Road Home" - Chapter 24: "A Wounded Beast" - Chapter 25: "The Ugly Little Sparrow" - Chapter 26: "Man and Wife" - Chapter 27: "Master and Pupil" - Chapter 28: "Sound Sleep" - Chapter 29: "The Compromise" - Chapter 30: "Growth" - Epilogue |

| - Chapter 1: "Lahan and Sanfan" - Chapter 2: "Lahan and the Dangling Corpse (Part One)" - Chapter 3: "Lahan and the Dangling Corpse (Part Two)" - Chapter 4: "Lahan and the Dangling Corpse (Part Three)" - Chapter 5: "Jinshi and the Report" - Chapter 6: "Tianyu's Medical-Office Diary" - Chapter 7: "Maamei and Her Inept Brothers" - Chapter 8: "True Records of an Elder Brother" | - Chapter 9: "En'en's Day Off" - Chapter 10: "En'en and the Love Chat" - Chapter 11: "A Flower Called Joka" - Chapter 12: "Joka and Her Little Sister" - Chapter 13: "Yao and the Return of Lahan's Brother" - Chapter 14: "Ah-Duo's Truth" - Chapter 15: "Jinshi's Shock, Maomao's Resolution" - Chapter 16: "Maomao and the Late Dinner" |

### Manga
Một bản chuyển thể manga của Itsuki Nanao và minh họa bởi Nekokurage đã bắt đầu trên Monthly Big Gangan của Square Enix vào ngày 25 tháng 5 năm 2017. Square Enix đã biên soạn các chương của mình thành các tập tankōbon riêng lẻ. Tập đầu tiên được xuất bản vào ngày 25 tháng 9 năm 2017. Tính đến ngày 25 tháng 3 năm 2025, 15 tập đã được xuất bản.
Vào tháng 11 năm 2019, Square Enix thông báo phát hành manga bằng tiếng Anh tại Bắc Mỹ và bắt đầu xuất bản vào tháng 12 năm 2020.
Một chuyển thể manga thay thế, có tựa đề Dược sư tự sự: Ghi chú của Miêu Miêu từ Nội cung (薬屋のひとりごと～猫猫の後宮謎解き手帳～, Kusuriya no Hitorigoto: Mao Mao no Kōkyū Nazotoki Techō) , được minh họa bởi Minoji Kurata, bắt đầu trên tạp chí Chủ nhật hàng tháng Gene-X của Shogakukan vào ngày 19 tháng 8 năm 2017. Shogakukan đã biên soạn các chương của mình thành các tập tankōbon riêng lẻ . Tập đầu tiên được xuất bản vào ngày 19 tháng 2 năm 2018. Tính đến ngày 19 tháng 5 năm 2025, 20 tập đã được xuất bản. Manga đã được cấp phép ở Đông Nam Á bởi Shogakukan Asia.
Một manga ngoại truyện tập trung vào góc nhìn của Tiểu Lan, do Itsuki Nanao minh họa, có tựa đề Dược Sư Tự Sự Ngoại Truyện: Hồi ức của Tiểu Lan (薬屋のひとりごと外伝 小蘭回想録, Kusuriya no Hitorigoto Gaiden: Xiaolan Kaisōroku) đã bắt đầu phát hành trên dịch vụ manga Manga Up! của Square Enix vào ngày 23 tháng 3 năm 2025.

#### Manga Dược Sư Tự Sự
| - Chương 1. "Lời nguyền chốn hậu cung" (後宮の呪い Kōkyū no Noroi) - Chương 2. "Nhà bác học điên" (狂科学者 Maddo Saientisuto) | - Chương 3. "Tiên nữ trong cung cấm" (宮中の天女 Kyūchū no Tennyo) - Chương 4. "Bóng ma dưới ánh trăng" (月下の幽霊 Gekka no Yūrei) |

| - Chương 5. "Chăm bệnh" (看病 Kanbyō) - Chương 6. "Yến tiệc ngoài trời (Phần ①)" (園遊会(その①) Enyūkai (Sono Ichi)) | - Chương 7. "Yến tiệc ngoài trời (Phần ②)" (園遊会(その②) Enyūkai (Sono Ni)) - Chương 8. "Yến tiệc ngoài trời (Phần ③)" (園遊会(その③) Enyūkai (Sono San)) |

| - Chương 9. "Suy luận của Miêu Miêu" (猫猫の推理 Maomao no Suri) - Chương 10. "Ý nghĩa của cây trâm" (簪の意味 Kanzashi no Imi) - Chương 11. "Về quê" (里帰り Satogaeri) | - Chương 12. "Rơm" (麦稈 Mugiwara) - Chương 13. "Hiểu lầm" (誤解 Gokai) - Chương 14. "Rượu" (酒 Sake) |

| - Chương 15. "Yêu cầu dành cho Miêu Miêu" (猫猫への依頼 Maomao e no Irai) - Chương 16. "Mật ong (Phần ①)" (蜂蜜 その① Hachimitsu Sono Ichi) - Chương 17. "Mật ong (Phần ②)" (蜂蜜 その②" Hachimitsu Sono Ni) - Chương 18. "A Đa phi" (阿多妃 Āduo) | - Chương 19. "Không hiểu ý" (すれ違い Surechigai) - Chương 20. "Hoạn quan và kĩ nữ" (宦官と妓女 Kangan to Gijo) - Chương 21. "Gói đồ" (荷造り Nizukuri) |

| - Chương 22. "Làm việc ở ngoại đình" (外廷勤務 Gaitei Kinmu) - Chương 23. "Lớp học ở hậu cung" (後宮教室 Kōkyū Kyōshitsu) - Chương 24. "Tẩu thuốc" (煙管 Kiseru) | - Chương 25. "Gỏi" (鱠 Namasu) - Chương 26. "Chì" (鉛 Namari) |

| - Chương 27. "Trang điểm" (化粧 Keshō) - Chương 28. "Dạo phố" (街歩き Machiaruki) - Chương 29. "Giang mai" (梅毒 Baidoku) | - Chương 30. "Thúy Linh" (翆苓 Suirei) - Chương 31. "Ngẫu nhiên hay tất nhiên" (偶然か必然か Gūzen ka Hitsuzen ka) - Chương 32. "Trung tự" (中祀 Chūshi) |

| - Chương 33. "Hoa mạn đà la" (曼荼羅華 Mandarake) - Chương 34. "Cao Thuận" (高順 Gao Shun) | - Chương 35. "Trở lại hậu cung" (後宮ふたたび Kōkyū Futatabi) - Chương 36. "Tường vi xanh và móng tay đỏ" (青薔薇と爪紅 Aosōbi to Tsumakurenai) |

| - Chương 37. "Hoa phượng tiên và chua me đất (Phần ①)" (鳳仙花と片喰(前編) Hōsenka to Katabami (Zenpen)) - Chương 38. "Hoa phượng tiên và chua me đất (Phần ②)" (鳳仙花と片喰(中編) Hōsenka to Katabami (Chūhen)) - Chương 39. "Hoa phượng tiên và chua me đất (Phần ③)" (鳳仙花と片喰(後編) Hōsenka to Katabami (Kōhen)) | - Chương 40. "Đưa tiễn" (見送り Miokuri) - Chương 41. "Sách" (書 Sho) - Chương 42. "Mèo" (猫 Neko) |

| - Chương 43. "Đoàn thương nhân" (隊商 Kyaraban) - Chương 44. "Đông nhân hạ thảo (Phần ①)" (冬人夏草 (前編) Fuyuhito Natsukusa (Zenpen)) - Chương 45. "Đông nhân hạ thảo (Phần ②)" (冬人夏草 (後編) Fuyuhito Natsukusa (Kōhen)) | - Chương 46. "Tấm gương" (鏡 Kagami) - Chương 47. "Nguyệt thần (Phần ①)" (月精 (前編) Gessei (Zenpen)) |

| - Chương 48. "Nguyệt thần (Phần ②)" (月精 (後編) Gessei (Kōhen)) - Chương 49. "Bệnh xá" (診療所 Shinryōsho) - Chương 50. "Lần thứ ba đến cung Thủy Tinh (Phần ①)" (みたび、水晶宮 (前編) Mitabi, Suishōgū (Zenpen)) | - Chương 51. "Lần thứ ba đến cung Thủy Tinh (Phần ②)" (みたび、水晶宮 (中編) Mitabi, Suishōgū (Chūhen)) - Chương 52. "Lần thứ ba đến cung Thủy Tinh (Phần ③)" (みたび、水晶宮 (後編) Mitabi, Suishōgū (Kōhen)) - Chương 53. "Miếu tuyển trạch (Phần ①)" (選択の廟 (前編) Sentaku no Byō (Zenpen)) |

| - Chương 54. "Miếu tuyển trạch (Phần ②)" (選択の廟 (後編) Sentaku no Byō (Kōhen)) - Chương 55. "Hoàng thái hậu" (皇太后 Kōtaigō) - Chương 56. "Tiên đế (Phần ①)" (先帝 (前編) Sentei (Zenpen)) | - Chương 57. "Tiên đế (Phần ②)" (先帝 (中編) Sentei (Chūhen)) - Chương 58. "Tiên đế (Phần ③)" (先帝 (後編) Sentei (Kōhen)) |

| - Chương 59. "Chuyện ma" (怪談 Kaidan) - Chương 60. "Khu nghỉ mát" (避暑地 Hishochi) - Chương 61. "Chuyến đi săn (Phần ①)" (狩り (前編) Kari (Zenpen)) | - Chương 62. "Chuyến đi săn (Phần ②)" (狩り (中編) Kari (Chūhen)) - Chương 63. "Chuyến đi săn (Phần ③)" (狩り (後編) Kari (Kōhen)) |

| - Chương 64. "Quý nhân che mặt" (覆面の御方 Fukumen no Okata) - Chương 65. "Nhà tắm" (湯殿 Yudono) - Chương 66. "Xích Vũ" (赤羽 Akabane) | - Chương 67. "Hồn ma nhảy múa" (踊る幽霊 Odoru Yūrei) - Chương 68. "Hoạn quan trong lời đồn và kem đá" (噂の宦官と氷菓 Uwasa no Kangan to Hyōka). |

| - Chương 69. "Thai ngược" (逆子 Sakago) - Chương 70. "Ác ý tích tụ (Phần ①)" (巣食う悪意① Sukū akui①) - Chương 71. "Ác ý tích tụ (Phần ②)" (巣食う悪意②" Sukū akui②) | - Chương 72. "Cuộc chiến lừa gạt giữa cáo và lửng chó" (狐と狸の化かし合い Kitsune to Tanuki no Bakashi Ai) - Chương 73. "Dấu vết" (足跡 Ashiato) - Chương 74. "Làng cáo" (狐の里 Kitsune no Sato) |

| - Chương 75. "Quả lồng đèn" (鬼灯 Hōzuki) - Chương 76. "Lễ hội" (祭り Matsuri) | - Chương 77. "Hiện trường giao dịch" (取引現場 Torihiki Genba) - Chương 78. "Pháo đài" (砦 Toride) |

#### Manga Nhật ký hậu cung của Miêu Miêu
| #  | Ngày phát hành       | ISBN              |
| -- | -------------------- | ----------------- |
| 1  | 19 tháng 2 năm 2018  | 978-4-09-157515-9 |
| 2  | 19 tháng 7 năm 2018  | 978-4-09-157533-3 |
| 3  | 19 tháng 9 năm 2018  | 978-4-09-157543-2 |
| 4  | 19 tháng 2 năm 2019  | 978-4-09-157560-9 |
| 5  | 19 tháng 6 năm 2019  | 978-4-09-157564-7 |
| 6  | 19 tháng 11 năm 2019 | 978-4-09-157580-7 |
| 7  | 19 tháng 2 năm 2020  | 978-4-09-157586-9 |
| 8  | 19 tháng 6 năm 2020  | 978-4-09-157597-5 |
| 9  | 16 tháng 10 năm 2020 | 978-4-09-157608-8 |
| 10 | 19 tháng 2 năm 2021  | 978-4-09-157622-4 |
| 11 | 18 tháng 6 năm 2021  | 978-4-09-157639-2 |
| 12 | 19 tháng 10 năm 2021 | 978-4-09-157652-1 |
| 13 | 18 tháng 2 năm 2022  | 978-4-09-157668-2 |
| 14 | 17 tháng 6 năm 2022  | 978-4-09-157680-4 |
| 15 | 17 tháng 11 năm 2022 | 97-8-40-9157692-7 |
| 16 | 25 tháng 2 năm 2023  | 978-4-09-157731-3 |
| 17 | 29 tháng 9 năm 2023  | 978-4-09-157783-2 |
| 18 | 19 tháng 3 năm 2024  | 978-4-09-157817-4 |
| 19 | 19 tháng 12 năm 2024 | 978-4-09-157847-1 |
| 20 | 19 tháng 5 năm 2025  | 978-4-09-157881-5 |

### Anime
Một bộ phim truyền hình anime chuyển thể do Toho Animation Studio và OLM sản xuất đã được công bố vào ngày 16 tháng 2 năm 2023. Phim được đạo diễn và viết kịch bản bởi Norihiro Naganuma, với Akinori Fudesaka làm trợ lý đạo diễn cho mùa đầu tiên và sau đó thay thế Norihiro làm đạo diễn của mùa thứ hai. Yukiko Nakatani phụ trách thiết kế các nhân vật, còn phần âm nhạc được sáng tác bởi Satoru Kōsaki, Kevin Penkin và Alisa Okehazama. Bộ anime kéo dài hai cour liên tiếp, phát sóng từ ngày 22 tháng 10 năm 2023 đến ngày 24 tháng 3 năm 2024 trên Nippon TV và các kênh liên kết. Ca khúc mở đầu đầu tiên là " Hana ni Natte " (花になって, lit. ' Become a Flower ' )  do Ryokuoushoku Shakai trình bày , còn ca khúc kết thúc là "Aikotoba" (アイコトバ, lit. ' The Spell ' )  do Aina the End trình bày . Trong cour thứ hai, bài hát mở đầu là "Ambivalent" (アンビバレント) do Uru trình bày, và bài hát kết thúc là "Ai wa Kusuri" (愛は薬, lit. ' Love is Medicine ' ) do Wacci trình bày.
Ngay sau khi mùa đầu tiên khép lại, mùa thứ hai đã được công bố, sẽ được lên sóng và kéo dài hai cour liên tiếp từ ngày 10 tháng 1 năm 2025, trên khối chương trình Đêm Anime Thứ Sáu trên Nippon TV và hệ thống kênh trực thuộc.  Ca khúc mở đầu của mùa thứ hai là "Hyakkaryōran" (百花繚乱, lit. ' Splendid Bounty ' )  do Lilas Ikuta trình bày , và ca khúc kết thúc là "Shiawase no Recipe" (幸せのレシピ, lit. ' The Recipe for Happiness ' )  do Dai Hirai trình bày. Sang cour thứ hai, bài hát chủ đề mở đầu là "Kusuhiki" (クスシキ n.đ. 'Mysterious') do Mrs. Green Apple trình bày, còn bài hát chủ đề kết thúc là "Hitorigoto" (ひとりごと n.đ. 'Soliloquy') do Omoinotake thể hiện.
Ngay sau khi mùa thứ hai kết thúc, phần tiếp theo của loạt anime đã chính thức được công bố.
Crunchyroll giữ bản quyền phát sóng bộ anime trên toàn cầu, ngoại trừ khu vực Châu Á, Trung Đông, CIS và Nam Á. Cour thứ nhất của mùa đầu tiên được phát hành trên Blu-ray vào ngày 28 tháng 1 năm 2025, trong khi đó cour thứ hai dự kiến sẽ được phát hành vào ngày 25 tháng 3 năm 2025. Đồng thời, Netflix cũng giữ bản quyền phát sóng bộ anime tại một số khu vực ở Châu Á.

#### Tập phim

##### Season 1 (2023 – 2024)
| TT. tổng thể | TT. trong mùa phim | Tiêu đề                                                                                           | Đạo diễn                  | Bảng phân cảnh                    | Ngày phát hành gốc   |
| ------------ | ------------------ | ------------------------------------------------------------------------------------------------- | ------------------------- | --------------------------------- | -------------------- |
| 1            | 1                  | "Miêu Miêu" Chuyển ngữ: "Maomao" (tiếng Nhật: 猫猫)                                               | Akinori Fudesaka          | Norihiro Naganuma                 | 22 tháng 10 năm 2023 |
| 2            | 2                  | "Dược sư khó gần" Chuyển ngữ: "Buaisōna kusushi" (tiếng Nhật: 無愛想な薬師)                       | Kentarō Fujita            | Norihiro Naganuma                 | 22 tháng 10 năm 2023 |
| 3            | 3                  | "Tình trạng tinh thần đáng lo ngại" Chuyển ngữ: "Yūrei sōdō" (tiếng Nhật: 幽霊騒動)               | Kyohei Yamamoto           | Norihiro Naganuma                 | 22 tháng 10 năm 2023 |
| 4            | 4                  | "Mối nguy" Chuyển ngữ: "Dōkatsu" (tiếng Nhật: 恫喝)                                               | China                     | China                             | 29 tháng 10 năm 2023 |
| 5            | 5                  | "Thủ đoạn ngầm" Chuyển ngữ: "Anyaku" (tiếng Nhật: 暗躍)                                           | Gaku Shiga                | Akinori Fudesaka                  | 6 tháng 11 năm 2023  |
| 6            | 6                  | "Yến tiệc" Chuyển ngữ: "Enyūkai" (tiếng Nhật: 園遊会)                                             | Wataru Nakagawa           | Wataru Nakagawa                   | 12 tháng 11 năm 2023 |
| 7            | 7                  | "Về thăm nhà" Chuyển ngữ: "Satogaeri" (tiếng Nhật: 里帰り)                                        | Tadao Ōkubo               | Norihiro Naganuma                 | 19 tháng 11 năm 2023 |
| 8            | 8                  | "Cây lúa mì" Chuyển ngữ: "Bakkan" (tiếng Nhật: 麦稈)                                              | Kentarō Fujita            | Kentarō Fujita                    | 26 tháng 11 năm 2023 |
| 9            | 9                  | "Tự sát hay bị sát hại?" Chuyển ngữ: "Jisatsu ka tasatsu ka?" (tiếng Nhật: 自殺か他殺か?)         | Akira Koremoto            | Norihiro Naganuma                 | 3 tháng 12 năm 2023  |
| 10           | 10                 | "Mật ong" Chuyển ngữ: "Hachimitsu" (tiếng Nhật: 蜂蜜)                                             | Erkin Kawabata            | Kazuya Nomura                     | 10 tháng 12 năm 2023 |
| 11           | 11                 | "Biến hai thành một" Chuyển ngữ: "Futatsu o hitotsu ni" (tiếng Nhật: 二つを一つに)                | Yukihiko Asaki            | Norihiro Naganuma                 | 17 tháng 12 năm 2023 |
| 12           | 12                 | "Thái giám và kỹ nữ" Chuyển ngữ: "Kangan to gijo" (tiếng Nhật: 宦官と妓女)                        | Mitsuyo Yokono            | Norihiro Naganuma                 | 24 tháng 12 năm 2023 |
| 13           | 13                 | "Công việc ở ngoại đình" Chuyển ngữ: "Gaitei Kinmu" (tiếng Nhật: 外廷勤務)                        | Wataru Nakagawa           | Wataru Nakagawa                   | 7 tháng 1 năm 2024   |
| 14           | 14                 | "Tân thục phi" Chuyển ngữ: "Atarashī shukuhi" (tiếng Nhật: 新しい淑妃)                            | Akira Shimizu & Jun Ōwada | Wataru Nakagawa                   | 14 tháng 1 năm 2024  |
| 15           | 15                 | "Gỏi cá" Chuyển ngữ: "Namasu" (tiếng Nhật: 鱠)                                                    | Kentarō Fujita            | Kentarō Fujita                    | 21 tháng 1 năm 2024  |
| 16           | 16                 | "Chì" Chuyển ngữ: "Namari" (tiếng Nhật: 鉛)                                                       | So Toyama                 | So Toyama                         | 28 tháng 1 năm 2024  |
| 17           | 17                 | "Dạo phố" Chuyển ngữ: "Machi aruki" (tiếng Nhật: 街歩き)                                          | Kurabu Kadomatsu          | Kurabu Kadomatsu                  | 4 tháng 2 năm 2024   |
| 18           | 18                 | "La Hán" Chuyển ngữ: "rakan" (tiếng Nhật: 羅漢)                                                   | Mayu Tanimoto & Jun Ōwada | Mayu Tanimoto & Norihiro Naganuma | 11 tháng 2 năm 2024  |
| 19           | 19                 | "Trùng hợp hay tất yếu" Chuyển ngữ: "Gūzen ka hitsuzen ka" (tiếng Nhật: 偶然か必然か)             | Wataru Nakagawa           | Wataru Nakagawa                   | 18 tháng 2 năm 2024  |
| 20           | 20                 | "Mạn đà la" Chuyển ngữ: "Mandarage" (tiếng Nhật: 曼荼羅華)                                        | Akira Koremoto            | Norihiro Naganuma                 | 25 tháng 2 năm 2024  |
| 21           | 21                 | "Chiến thuật chuộc thân" Chuyển ngữ: "Miuke sakusen" (tiếng Nhật: 身請け作戦)                     | Yūshi Ibe                 | Masako Sato                       | 3 tháng 3 năm 2024   |
| 22           | 22                 | "Hoa hồng xanh" Chuyển ngữ: "Aoi bara" (tiếng Nhật: 青い薔薇)                                     | Erkin Kawabata            | Erkin Kawabata                    | 10 tháng 3 năm 2024  |
| 23           | 23                 | "Phượng Tiên Hoa và cây chua me đất" Chuyển ngữ: "Hōsenka To Kata cān" (tiếng Nhật: 鳳仙花と片喰) | Jun Ōwada                 | Kazuya Nomura                     | 17 tháng 3 năm 2024  |
| 24           | 24                 | "Nhâm Thị và Miêu Miêu" Chuyển ngữ: "Jinshi to Maomao" (tiếng Nhật: 壬氏と猫猫)                   | Wataru Nakagawa           | Norihiro Naganuma                 | 24 tháng 3 năm 2024  |

##### Season 2 (2025)
| TT. tổng thể | TT. trong mùa phim | Tiêu đề                                                                                        | Đạo diễn                           | Bảng phân cảnh                     | Ngày phát hành gốc  |
| ------------ | ------------------ | ---------------------------------------------------------------------------------------------- | ---------------------------------- | ---------------------------------- | ------------------- |
| 25           | 1                  | "Miêu Miêu và Maomao" Chuyển ngữ: "Maomao to Maomao" (tiếng Nhật: 猫猫と毛毛)                  | Jun Ōwada                          | Akinori Fudesaka                   | 10 tháng 1 năm 2025 |
| 26           | 2                  | "Đoàn thương nhân" Chuyển ngữ: "Taishō" (tiếng Nhật: 隊商)                                     | Mayu Tanimoto & Akira Koremoto     | Mayu Tanimoto & Akira Koremoto     | 17 tháng 1 năm 2025 |
| 27           | 3                  | "Nấm mọc trên xác" Chuyển ngữ: "Tōjinkasō" (tiếng Nhật: 冬人夏草)                              | Wataru Nakagawa                    | Wataru Nakagawa                    | 24 tháng 1 năm 2025 |
| 28           | 4                  | "Tấm gương" Chuyển ngữ: "Kagami" (tiếng Nhật: 鏡)                                              | Tsuyoshi Nakano                    | Minoru Ōhara                       | 31 tháng 1 năm 2025 |
| 29           | 5                  | "Nguyệt thần" Chuyển ngữ: "Gessei" (tiếng Nhật: 月精)                                          | Shintaro Itoga                     | Erkin Kawabata                     | 7 tháng 2 năm 2025  |
| 30           | 6                  | "Cung Thủy Tinh, lại một lần nữa" Chuyển ngữ: "Mi tabi, suishōgū" (tiếng Nhật: みたび、水晶宮) | Yukihiko Asaki                     | Yukihiko Asaki                     | 14 tháng 2 năm 2025 |
| 31           | 7                  | "Miếu tuyển trạch" Chuyển ngữ: "Sentaku no byō" (tiếng Nhật: 選択の廟)                         | Wazuka Komamiya                    | Wazuka Komamiya                    | 21 tháng 2 năm 2025 |
| 32           | 8                  | "Hoàng thái hậu" Chuyển ngữ: "Kōtaigō" (tiếng Nhật: 皇太后)                                    | Jun Ōwada                          | Minoru Ōhara                       | 28 tháng 2 năm 2025 |
| 33           | 9                  | "Tiên Đế" Chuyển ngữ: "Sentei" (tiếng Nhật: 先帝)                                              | Akira Koremoto                     | Wataru Nakagawa                    | 7 tháng 3 năm 2025  |
| 34           | 10                 | "Chuyện ma" Chuyển ngữ: "Kaidan" (tiếng Nhật: 怪談)                                            | Oh Jin Koo                         | Yūichi Nihei                       | 14 tháng 3 năm 2025 |
| 35           | 11                 | "Đi săn" Chuyển ngữ: "Kari" (tiếng Nhật: 狩り)                                                 | Shintaro Itoga                     | Naohito Takahashi                  | 21 tháng 3 năm 2025 |
| 36           | 12                 | "Hoa Thụy Nguyệt" Chuyển ngữ: "Ka Zuigetsu" (tiếng Nhật: 華瑞月)                               | Masahiro Matsunaga                 | Wataru Nakagawa                    | 28 tháng 3 năm 2025 |
| 37           | 13                 | "Phòng tắm" Chuyển ngữ: "Yudono" (tiếng Nhật: 湯殿)                                            | Mayu Tanimoto                      | Erkin Kawabata                     | 4 tháng 4 năm 2025  |
| 38           | 14                 | "Bóng ma nhảy múa" Chuyển ngữ: "Odoru Yūrei" (tiếng Nhật: 踊る幽霊)                            | Jun Ōwada & Kaho Asai              | Jun Ōwada                          | 11 tháng 4 năm 2025 |
| 39           | 15                 | "Tảng băng" Chuyển ngữ: "Aisu" (tiếng Nhật: 氷菓)                                              | Misu Yamaneko                      | Mayu Tanimoto & Akira Koremoto     | 18 tháng 4 năm 2025 |
| 40           | 16                 | "Ác ý tích tụ" Chuyển ngữ: "Suku'u Akui" (tiếng Nhật: 巣食う悪意)                              | Tsuyoshi Nakano                    | Yūichi Nihei                       | 25 tháng 4 năm 2025 |
| 41           | 17                 | "Làng của những con cáo" Chuyển ngữ: "Kitsune no Sato" (tiếng Nhật: 狐の里)                    | Shintaro Itoga                     | Naotaka Hayashi                    | 2 tháng 5 năm 2025  |
| 42           | 18                 | "Quả lồng đèn" Chuyển ngữ: "Hoozuki" (tiếng Nhật: 鬼灯)                                        | Erkin Kawabata                     | Naohito Takahashi                  | 9 tháng 5 năm 2025  |
| 43           | 19                 | "Lễ hội" Chuyển ngữ: "Matsuri" (tiếng Nhật: 祭り)                                              | Mayu Tanimoto                      | Mayu Tanimoto                      | 23 tháng 5 năm 2025 |
| 44           | 20                 | "Thành lũy" Chuyển ngữ: "Toride" (tiếng Nhật: 砦)                                              | Akira Koremoto & Yū Kinome         | Wataru Nakagawa                    | 30 tháng 5 năm 2025 |
| 45           | 21                 | "Sái bồn" Chuyển ngữ: "Taibon" (tiếng Nhật: 蟇盆)                                              | Takanori Yano                      | Yūichi Nihei                       | 6 tháng 6 năm 2025  |
| 46           | 22                 | "Cấm quân" Chuyển ngữ: "Kin-gun" (tiếng Nhật: 禁軍)                                            | Masahiro Matsunaga                 | Naohito Takahashi                  | 13 tháng 6 năm 2025 |
| 47           | 23                 | "Tử gia" Chuyển ngữ: "Shi no Ichizoku" (tiếng Nhật: 子の一族)                                  | Wataru Nakagawa & Akinori Fudesaka | Wataru Nakagawa & Akinori Fudesaka | 27 tháng 6 năm 2025 |
| 48           | 24                 | "Khởi đầu" Chuyển ngữ: "Hajimari" (tiếng Nhật: はじまり)                                       | Jun Ōwada & Kaho Asai              | Akinori Fudesaka                   | 4 tháng 7 năm 2025  |

## Đón nhận

### Doanh thu
Dược Sư Tự Sự là bộ light novel bán chạy thứ sáu trong năm 2019, với 461.024 bản được bán ra;  bộ light novel bán chạy thứ năm trong năm 2020, với 527.950 bản được bán ra; và là bộ light novel bán chạy thứ ba trong năm 2021, với 496.626 bản được bán ra.
Đến tháng 11 năm 2023, loạt truyện (bao gồm cả light novel và hai bản chuyển thể manga) đã có hơn 27 triệu bản được phát hành. Đến tháng 1 năm 2024, loạt truyện đã có hơn 31 triệu bản được phát hành. Đến tháng 9 năm 2024, loạt truyện đã có hơn 38 triệu bản được phát hành.

### Đánh giá chuyên môn
Trong bài đánh giá của mình về tiểu thuyết đầu tiên cho Anime News Network, Rebecca Silverman đã cho điểm tổng thể là B, viết rằng: "Đây là một tác phẩm thú vị, càng đọc càng hay, và nếu nhịp độ hơi quá nhanh, thì nó bù đắp bằng cách các nhân vật tương tác và câu chuyện diễn ra", mặc dù cô chỉ trích tác phẩm vì thiếu yếu tố bí ẩn mặc dù thuộc thể loại bí ẩn. Silverman cũng cho tiểu thuyết thứ hai điểm B, mô tả tác phẩm là "vẫn là một tác phẩm hấp dẫn" và viết rằng: "Miêu Miêu là một nữ anh hùng tuyệt vời, mặc dù đôi khi thô lỗ, không chấp nhận bất kỳ sự chỉ trích nào từ bất kỳ ai, và việc theo dõi cô ấy ngày càng tham gia nhiều hơn vào cuộc sống của triều đình thật thú vị."
Trong bài đánh giá của mình về tập đầu tiên của bản chuyển thể manga cho Anime News Network, Theron Martin đã cho điểm tổng thể là B+. Ông khen ngợi nghệ thuật, nhân vật và việc sử dụng các chi tiết lịch sử, và lưu ý một số điểm tương đồng với The Story of Saiunkoku.  Silverman đã cho điểm tổng thể của tập manga thứ hai là A−, viết rằng: " Bản chuyển thể manga của Dược Sư Tự Sự tiếp tục là một tác phẩm tuyệt vời. Nghệ thuật đẹp, Miêu Miêu là kiểu nhân vật nữ thực sự mạnh mẽ chứ không chỉ là một Nhân vật nữ mạnh mẽ, và câu chuyện có tính liên tục tốt đẹp." 

### Giải thưởng
Năm 2019, bộ truyện tranh chuyển thể của Nekokurage xếp thứ chín trong cuộc bình chọn "Bộ truyện tranh chuyển thể được mong muốn nhất" của AnimeJapan.Bộ truyện tranh chuyển thể đã giành giải Next Manga ở hạng mục in. Nó cũng xếp thứ năm trong "Truyện tranh được nhân viên hiệu sách toàn quốc đề xuất năm 2020".Năm 2024, light novel và bộ truyện tranh chuyển thể của Nekokurage đã giành giải Piccoma ở hạng mục tương ứng của chúng. Bộ truyện tranh chuyển thể của Minoji Kurata đã được đề cử cho Giải thưởng Manga Shogakukan lần thứ 70 vào năm 2024.
Anime này xếp thứ sáu trong "Top 10 Anime của năm 2024" của Anime News Network. Hơn nữa, Caitlin Moore khen ngợi cốt truyện của bộ truyện cũng như diễn xuất lồng tiếng của Aoi Yuki. 
Vào năm 2025, bộ anime đã được đề cử ở 13 hạng mục, bao gồm cả "Anime của năm" tại 9th Crunchyroll Anime Awards. Aoi Yūki, với màn thể hiện ấn tượng trong vai Miêu miêu, đã mang về giải thưởng duy nhất cho bộ phim ở hạng mục "Nữ diễn viên lồng tiếng xuất sắc nhất (tiếng Nhật)". Bộ anime cũng được đề cử cho hạng mục "Anime xuất sắc nhất" tại 5th Astra TV Awards.
| Năm  | Giải thưởng                      | Hạng mục                                             | Người nhận                             | Kết quả      | Tham khảo.      |
| ---- | -------------------------------- | ---------------------------------------------------- | -------------------------------------- | ------------ | --------------- |
| 2023 | Reiwa Anisong Awards             | Artist Song Award                                    | "Hana ni Natte" by Ryokuoushoku Shakai | Đề cử        | [ 123 ]         |
| 2023 | AT-X                             | Top Anime Ranking                                    | The Apothecary Diaries                 | Hạng 5       | [ 124 ]         |
| 2023 | AT-X 25th Anniversary            | Favorite Series                                      | The Apothecary Diaries                 | Hạng 5       | [ 125 ]         |
| 2023 | AT-X 25th Anniversary            | Recommended Series                                   | The Apothecary Diaries                 | Hạng 3       | [ 125 ]         |
| 2023 | AT-X 25th Anniversary            | Favorite Anisong                                     | "Hana ni Natte" by Ryokuoushoku Shakai | Hạng 7       | [ 125 ]         |
| 2024 | 46th Anime Grand Prix            | Grand Prix                                           | The Apothecary Diaries                 | Hạng 5       | [ 126 ]         |
| 2024 | 46th Anime Grand Prix            | Best Character                                       | Maomao                                 | Hạng 5       | [ 126 ]         |
| 2024 | Japan Expo Awards                | Daruma for Best Anime                                | The Apothecary Diaries                 | Đề cử        | [ 127 ]         |
| 2024 | Japan Expo Awards                | Daruma for Best Suspense Anime                       | The Apothecary Diaries                 | Đoạt giải    | [ 128 ]         |
| 2024 | 19th AnimaniA Awards             | Best TV Series: Online                               | The Apothecary Diaries                 | Đoạt giải    | [ 129 ] [ 130 ] |
| 2024 | Yahoo! Japan Search Awards       | Anime Category                                       | The Apothecary Diaries                 | Hạng 3       | [ 131 ]         |
| 2024 | Billboard Japan Music Awards     | Hot 100                                              | "Hana ni Natte" by Ryokuoushoku Shakai | Hạng 17      | [ 132 ]         |
| 2024 | Billboard Japan Music Awards     | Most Downloaded Songs                                | "Hana ni Natte" by Ryokuoushoku Shakai | Hạng 10      | [ 132 ]         |
| 2024 | Billboard Japan Music Awards     | Hot Animation                                        | "Hana ni Natte" by Ryokuoushoku Shakai | Hạng 8       | [ 132 ]         |
| 2024 | IGN Awards                       | Best Anime Series                                    | The Apothecary Diaries                 | Á quân       | [ 133 ] [ 134 ] |
| 2025 | Fan ga Atsui, Anime Manga Awards | Best Current Broadcasting Anime                      | The Apothecary Diaries Season 2        | Đoạt giải    | [ 135 ]         |
| 2025 | Fan ga Atsui, Anime Manga Awards | Best Theme Song                                      | "Hyakkaryōran" by Lilas Ikuta          | Đoạt giải    | [ 135 ]         |
| 2025 | 9th Crunchyroll Anime Awards     | Anime of the Year                                    | The Apothecary Diaries                 | Đề cử        | [ 121 ]         |
| 2025 | 9th Crunchyroll Anime Awards     | Best New Series                                      | The Apothecary Diaries                 | Đề cử        | [ 121 ]         |
| 2025 | 9th Crunchyroll Anime Awards     | Best Drama                                           | The Apothecary Diaries                 | Đề cử        | [ 121 ]         |
| 2025 | 9th Crunchyroll Anime Awards     | Best Background Art                                  | The Apothecary Diaries                 | Đề cử        | [ 121 ]         |
| 2025 | 9th Crunchyroll Anime Awards     | Best Character Design                                | Yukiko Nakatani                        | Đề cử        | [ 121 ]         |
| 2025 | 9th Crunchyroll Anime Awards     | Best Director                                        | Norihiro Naganuma                      | Đề cử        | [ 121 ]         |
| 2025 | 9th Crunchyroll Anime Awards     | Best Main Character                                  | Maomao                                 | Đề cử        | [ 121 ]         |
| 2025 | 9th Crunchyroll Anime Awards     | Best Supporting Character                            | Jinshi                                 | Đề cử        | [ 121 ]         |
| 2025 | 9th Crunchyroll Anime Awards     | Best Voice Artist Performance (Japanese)             | Aoi Yūki as Maomao                     | Đoạt giải    | [ 121 ]         |
| 2025 | 9th Crunchyroll Anime Awards     | Best Voice Artist Performance (Brazilian Portuguese) | Gigi Patta as Maomao                   | Đề cử        | [ 121 ]         |
| 2025 | 9th Crunchyroll Anime Awards     | Best Voice Artist Performance (French)               | Julien Allouf as Jinshi                | Đề cử        | [ 121 ]         |
| 2025 | 9th Crunchyroll Anime Awards     | Best Voice Artist Performance (Italian)              | Andrea Oldani as Jinshi                | Đề cử        | [ 121 ]         |
| 2025 | 9th Crunchyroll Anime Awards     | Best Voice Artist Performance (Spanish)              | Desireé González as Maomao             | Đề cử        | [ 121 ]         |
| 2025 | 5th Astra TV Awards              | Best Anime Series                                    | The Apothecary Diaries Season 2        | Đề cử        | [ 122 ]         |
| 2025 | 20th AnimaniA Awards             | Best Anime Song                                      | "Ambivalent" by Uru                    | Chưa công bố | [ 136 ]         |